# 1513 în literatură
- 1512 în literatură — 1513 în literatură — 1514 în literatură

Anul 1513 în literatură a implicat o serie de evenimente semnificative. 

## Evenimente
- Hortulus animae de Biernat din Lublin este prima carte tipărită în Polonia la Cracovia

## Eseuri
- Niccolò Machiavelli - Principele

## Decese
Format:1513